# Idaea curvicauda
Idaea curvicauda är en fjärilsart som beskrevs av William Schaus 1940. Idaea curvicauda ingår i släktet Idaea och familjen mätare. Inga underarter finns listade i Catalogue of Life.